# Daniela Zamora
Daniela Paz Zamora Mancilla (13 novembre 1990) è una calciatrice cilena, attaccante dell'Universidad de Chile e della nazionale cilena.

## Carriera

### Club
Zamora inizia la carriera in patria, vestendo la maglia dell'Unión La Calera nel 2008, quando ha partecipato al Mondiale femminile Under-20 di quell'anno, disputato nel suo paese, trasferendosi in seguito al Universidad de Chile, squadra che porta il nome, pur non essendone direttamente coinvolta, dell'Università del Cile, dove Zamora consegue la laurea. Rimane legata alla società di Santiago del Cile per 10 stagioni consecutive, conquistando il 1º posto e il titolo di Campeón en Apertura nel 2016 e, nel 2020, siglando 7 reti su 9 presenze in campionato, seconda marcatrice della squadra dietro la colombiana Bárbara Sánchez (9) chiudendolo al 6º posto, ottenendo inoltre la qualificazione alla Coppa Libertadores 2020 che, giocata nel marzo 2021, vede la sua squadra chiudere al primo posto il gruppo D, superare le colombiane del Santa Fe ai quarti di finale ed essere sconfitte in semifinale dalle brasiliane del Ferroviária, poi vincitrici del torneo, solo ai calci di rigore. Zamora gioca tutti i sei incontri del torneo, compresa la finale per il terzo posto persa 4-0 con le brasiliane del Corinthians.
Concluso il trofeo si trasferisce all'estero per la prima volta nella sua carriera, siglando un contratto biennale con il Djurgården per giocare in Damallsvenskan, livello di vertice del campionato svedese femminile di calcio. A disposizione del tecnico Pierre Fondin, viene impiegata fin dalla 1ª giornata di campionato, siglando la sua prima rete il 5 giugno, all'8ª giornata, nella vittoria per 1-0 sull'Template:Calcio femminile Eskilstuna United.

### Nazionale
Zamora inizia a essere convocata dalla Federcalcio cilena (FFCh) nel 2008, chiamata per vestire la maglia della formazione Under-20 impegnata al Mondiale casalingo del 2008.
Zamora venne convocata nella nazionale maggiore per la prima volta dalla selezionatrice Marta Tejedor all'inizio di settembre 2010, venendo inserita nella lista delle venti calciatrici cilene che disputano il campionato sudamericano di Ecuador 2010. Durante il torneo sigla la sua prima rete in nazionale quella del parziale 2-0 nella vittoria per 3-0 sulla Bolivia, che consentì alle cilene di vincere il raggruppamento e accedere alla fase a eliminazione diretta.
Nel 2011 viene inserita in rosa con la squadra che disputa l'Algarve Cup 2011, dove è autrice di una delle uniche due reti segnate dal Cile nel torneo, affrontando in seguito il torneo di calcio femminile ai Giochi panamericani di Guadalajara, dove viene impiegata in tutti i 3 incontri della sua nazionale prima dell'eliminazione avvenuta già alla fase a gironi. Chiamata dal commissario tecnico Ronnie Radonich in occasione del campionato sudamericano di Ecuador 2014, gioca tutti i quattro incontri del gruppo B siglando anche la rete che, il 16 novembre, fissa sul 3-0 il risultato sulla Bolivia, tuttavia la sua nazionale, che chiude il girone eliminatorio con due vittorie e due sconfitte, deve abbandonare il torneo al termine della fase a gironi.
Benché il successivo CT della nazionale José Letelier la convochi senza regolarità, non inserendola nella rosa delle giocatrici che disputano il campionato sudamericano casalingo del 2018, dopo aver ottenuto il secondo posto decide di inserirla nella lista delle 23 calciatrici convocate comunicata il 19 maggio 2019, gioca tutti i tre incontri della fase a gironi, dove la sua nazionale, inserita nel gruppo F, perde i primi due con la Svezia (2-0) e con gli Stati Uniti (3-0) e vince l'ultimo con la Thailandia.

## Palmarès

### Club
- Campionato cileno femminile: 1

Universidad de Chile: 2016 (Apertura)